# Battaglia di Erzincan
La battaglia di Erzincan (in russo Эрзинджанское сражение?; in turco Erzincan Muharebesi) fu una vittoria russa sull'Impero ottomano durante la prima guerra mondiale.
Nel febbraio 1916 Nikolaj Judenič aveva preso le città di Erzurum e Trebisonda. Trebisonda forniva ai russi un porto per ricevere rinforzi nel Caucaso. Enver Pascià ordinò alla Terza armata, allora sotto Vehip Pascià, di riprendere Trebisonda; tuttavia l'attacco di Vehip fallì e il 2 luglio il generale Judenič contrattaccò. L'attacco russo colpì il centro di comunicazioni turco di Erzincan costringendo le truppe di Vehip a ritirarsi e perdendo 34000 uomini, metà dei quali catturati come prigionieri di guerra. Di conseguenza, la Terza armata fu resa inefficace per il resto dell'anno.